# Witkeelfeetiran
De witkeelfeetiran (Empidonax albigularis) is een zangvogel uit de familie Tyrannidae (tirannen).

## Verspreiding en leefgebied
Deze soort komt voor in Midden-Amerika en telt drie ondersoorten:
- E. a. timidus: noordwestelijk Mexico.
- E. a. albigularis: van oostelijk Mexico tot Honduras.
- E. a. australis: van Nicaragua tot Panama.

## Status
De grootte van de populatie is in 2019 geschat op 50.000-500.000 volwassen vogels. Op de Rode lijst van de IUCN heeft deze soort de status niet bedreigd.